# Jeremy Kiernan
Jeremy Kiernan (* 31. Mai 1953 in Listowel; † 20. Januar 2021 in Dublin) war ein irischer Leichtathlet.

## Karriere
Jeremy Kiernan belegte bei den Olympischen Sommerspielen 1984 in Los Angeles im Marathonlauf den neunten Platz. Zudem gewann er zweimal den Dublin-Marathon (1982 und 1992). Er wurde insgesamt fünffacher Irischer Meister auf Strecken von 1500 Meter bis zum Marathonlauf. Auch im Crosslauf konnte er 1984 den Meistertitel Irlands gewinnen. Zudem startete er bei sieben Crosslauf-Weltmeisterschaften und nahm an 17 Leichtathletik-Länderkämpfen für Irland teil.
Nach seiner Karriere war er als Leichtathletiktrainer am University College Dublin tätig.